# Технічна задача
Технічна задача — це вираження визначеної мети, для досягнення якої необхідні нові ідеї та оригінальне технічне рішення для отримання того чи іншого ефекту. Характеризується чітким формулюванням поставленої мети та потребує оперативного рішення.

## Загальний опис
В інженерній діяльності послідовно вирішуються такі складники технічних задач:
– вибір та пошук найбільш ефективного фізичного принципу дії (ФПД);
– вибір та пошук найбільш раціонального технічного рішення (ТР);
– визначення оптимальних значень параметрів заданого технічного рішення (ТР opt).
Іншими словами ми маємо ланцюг: ФПД → ТР → ТР opt
Перші два різновиди задач не мають точних математичних рішень і потребують застосування різних методів пошукового конструювання, які включають послідовність поступів, процедур та прийомів переробки великого обсягу інформації і не завжди дають найкращі рішення. Тільки для третього різновиду задач (а в останній час в ряді випадків і другого) використовують математичні методи оптимізації, які дають точне рішення.
В теорії технічних систем розглядають такі чотири характерні типи технічних задач при проектуванні техніки : аналіз, синтез, випробування, «чорна скринька».
Задача аналізу — це коли задана структура об'єкта Z, відомий параметр вхідного сигналу X; необхідно визначити характер функціонування системи, тобто параметр вихідного сигналу Y.
Задача синтезу — заданий характер функціонування, тобто відомий параметр вихідного сигналу Y та заданий параметр вхідного сигналу X; необхідно визначити структуру об'єкта Z.
Задача випробування — це коли задана структура об'єкту Z, відомий параметр вихідного сигналу Y, необхідно визначити параметр вхідного сигналу X.
«Чорна скринька» — задано об'єкт Z, структура якого невідома, відомий параметр вхідного сигналу X; необхідно визначити характер залежності вихідного сигналу Y від вхідного Х, тобто функцію Y=f(X), та структуру об'єкта Z.

## Рішення технічних задач
Рішення технічних задач — важка невдячна справа, пов'язана з подоланням різного виду протиріч (перепон), які проявляються у невідповідності між різними вимогами, що пред'являються людиною до системи, і обмеженнях, що накладаються на неї законами природи, соціальними, юридичними, і економічними законами, рівнем розвитку науки і техніки, конкретними умовами застосування і таке інше.
Протиріччя можна поділити на три групи:
- адміністративні;
- технічні;
- фізичні.
Адміністративними протиріччями називають ті перепони, що заважають сформулювати технічну задачу. Вони на початку присутні у самому факті винахідницької або іншої технічної задачі. Це, перш за все, низька кваліфікація інженерних кадрів та негативне ставлення суспільства до нового (принцип Ле-Шательє: якщо на систему, що знаходиться в стані стійкої рівноваги здійснюється зовнішній вплив, що виводить її з цього стану, то рівновага зміщується в тому напрямку, при якому ефект зовнішнього впливу послаблюється). Адміністративні протиріччя характеризуються патовою ситуацією, тобто необхідно щось робити, але невідомо що та як.
Технічні протиріччя — це протиріччя між частинами та параметрами технічної системи, коли спроби змінити відомим способом одну частину або параметр технічної системи призводять до недопустимого погіршення іншої частини чи параметра.
Фізичними протиріччями називають взаємовиключні вимоги, що висувають до тієї чи іншої частини технічної системи. При фізичних протиріччях виникає парадокс.
Як правило, вивчення проблемної ситуації — це виявлення технічних протиріч. Основні напрями подолання технічних протиріч можуть бути такими:
- підвищення продуктивності творчої праці за рахунок сучасних методів пошуку технічних рішень;
- автоматизація проектування шляхом застосування сучасних систем автоматизованого проектування (САПР);
- автоматизація пошукового конструювання за рахунок САПР з елементами штучного інтелекту;
- машинне проектування.
При дослідженнях будь-якої проблеми та вирішенні технічної задачі можна виділити декілька головних аспектів (дій):
– врахувати все, що необхідно і відкинути те, що не потрібно;
– «озвучити» однією мовою різні за фізичною природою явища і фактори;
– визначити, що означає «добре» і що «погано» для порівняння альтернатив;
– ввести раціональну ідеалізацію проблеми;
– знайти спосіб роз'єднання цілого на частини без втрати властивостей цілого;
– знайти спосіб об'єднання частин у ціле без втрати властивостей частини.
І як результат — знайти вирішення задачі